# 청자 음각환문 병
청자 음각환문 병(靑磁 陰刻環文 甁)은 대한민국 서울특별시 성북구 간송미술관에 있는 고려시대의 청자 병이다. 2017년 12월 26일 대한민국의 보물 제1954호로 지정되었다.

## 개요
청자 음각환문 병은 고려 12세기 경 제작된 것으로, 두개의 귀가 달린 의례용 금속제 기물의 형상을 청자로 만든 것이다. 구연부, 몸체, 굽다리를 각각 만들어 접합하였으며 휘어진 목 부분, 튀어나온 돌대, 두 개의 손잡이, 벌어진 굽다리, 동체 상부의 작은 음각원문 등은 금속기를 충실하게 재현했음을 보여준다. 제작상태는 매우 정교하며 비색을 띠는 유색도 매우 단아하다. 이와 동일한 형태의 청자가 없는 것은 아니나 존재 자체가 매우 희귀하며 보존상태 역시 대단히 좋은 편이다. 이러한 점에서 이 병은 당시 최상위 계층에 국한된 소비층을 대상으로 제작되었을 가능성이 높다. 청자 음각환문 병은 강진 일대에서 제작된 것으로 추정되며, 차분한 유색과 기형, 번조법 등에서 전형적인 12세기 고려청자의 특징을 보여준다. 금속기의 조형을 청자로 번안한 고려전기 양식의 전형적인 청자라는 점에서 고려시대 도자사뿐만 아니라 공예사에서도 중요한 위치를 지닌다.

## 참고 자료
- 청자 음각환문 병 - 국가유산청 국가유산포털